# Jordan Binnington
Jordan Binnington, född 11 juli 1993, är en kanadensisk professionell ishockeymålvakt som spelar för St. Louis Blues i National Hockey League (NHL).
Han har tidigare spelat för Peoria Rivermen, Chicago Wolves, Providence Bruins och San Antonio Rampage i American Hockey League (AHL), Kalamazoo Wings i ECHL samt Owen Sound Attack i Ontario Hockey League (OHL).
Han vann Stanley Cup med St. Louis Blues säsongen 2018–2019.

## Klubblagskarriär

### NHL

#### St. Louis Blues
Han draftades i tredje rundan i 2011 års draft av St. Louis Blues som 88:e spelare totalt.
Binnington spelade sin första match i NHL den 7 januari 2019 och blev den första rookie som vann 16 slutspelsmatcher under ett slutspel, när han tog 16 segrar med St. Louis Blues på väg mot Stanley Cup-segern 2019.
Den 13 juni 2019 vann han och St. Louis Blues Stanley Cup för första gången.

## Utmärkelser
Binnington nominerades 2019 för Calder Memorial Trophy som tilldelas årets nykomling i NHL. Priset gick dock till Elias Pettersson.